# Gymnastique artistique aux Jeux olympiques d'été de 2004 - Barres parallèles
Pour un article plus général, voir Gymnastique artistique aux Jeux olympiques d'été de 2004.
Navigation
Sydney 2000 Pékin 2008
Résultats de la compétition de barres parallèles hommes, l'une des huit compétitions pour hommes de la gymnastique artistique lors des compétitions de gymnastique aux Jeux olympiques d'été de 2004 à Athènes.
Les qualifications et la finale ont eu lieu respectivement le 14 août et le 23 août dans le gymnase olympique du complexe olympique d'Athènes.

## Médaillés
| Or     | Valeri Goncharov Ukraine |
| Argent | Hiroyuki Tomita Japon    |
| Bronze | Li Xiaopeng Chine        |

## Résultats

### Qualification
Quatre-vingt-un gymnastes se sont mesurés lors de la compétition de barres parallèles le 14 août.
Les six gymnastes ayant accumulé le plus de points se sont affrontés en finale le 23 août.

### Finale
| Rang | Gymnaste                | Note de départ | Canada | Brésil | Géorgie | Cuba | Bulgarie | Roumanie | Pénalité | Total |
| ---- | ----------------------- | -------------- | ------ | ------ | ------- | ---- | -------- | -------- | -------- | ----- |
|      | Valeri Goncharov (UKR)  | 10.00          | 9.80   | 9.75   | 9.80    | 9.70 | 9.80     | 9.85     | —        | 9.787 |
|      | Hiroyuki Tomita (JPN)   | 10.00          | 9.80   | 9.75   | 9.75    | 9.80 | 9.75     | 9.80     | —        | 9.775 |
|      | Li Xiaopeng (CHN)       | 10.00          | 9.80   | 9.80   | 9.70    | 9.80 | 9.75     | 9.65     | —        | 9.762 |
| 4    | Ivan Ivankov (BLR)      | 10.00          | 9.75   | 9.85   | 9.80    | 9.75 | 9.75     | 9.75     | —        | 9.762 |
| 5    | Daisuke Nakano (JPN)    | 10.00          | 9.80   | 9.75   | 9.75    | 9.80 | 9.75     | 9.75     | —        | 9.762 |
| 6    | Yann Cucherat (FRA)     | 10.00          | 9.75   | 9.80   | 9.80    | 9.75 | 9.75     | 9.75     | —        | 9.762 |
| 7    | Paul Hamm (USA)         | 10.00          | 9.85   | 9.80   | 9.70    | 9.70 | 9.70     | 9.75     | —        | 9.737 |
| 8    | Yernar Yerimbetov (KAZ) | 10.00          | 9.55   | 9.70   | 9.80    | 9.70 | 9.80     | 9.75     | —        | 9.737 |